# Кръвна захар
Кръвната захар е разпространено название и медицински термин, отразяващ концентрацията на глюкоза, циркулираща в кръвообращението, и стойността отразява налична неусвоена свободна енергия за организма.

## Кръвна глюкоза
Кръвна захар (КЗ) е термин, който се употребява разговорно, но се отнася до количеството/концентрацията на глюкозата в кръвта на изобщо бозайниците, а в частност и хората. Макар този термин да се използва не само в разговорния език, но и във физиологичен контекст, названието „кръвна захар“ не е точно, тъй като в кръвта винаги има и други захари, освен глюкозата. Поради биологическата инертност на тези други захари, организмът не е изработил чувствителност към нивата им в кръвта. Същевременно глюкозата има сигнална функция за метаболизма – за присъствие на захар в кръвта. Поради това кръвната глюкоза се нарича (дори и в много специализиран контекст) „кръвна захар“. Глюкозата се транспортира посредством кръвообращението от храносмилателния тракт до отделните телесни клетки. Тя е основен източник на енергия за организма.

## Концентрация
Концентрацията на кръвната захар е строго регулирана от организма. При нормални условия, нивото на КЗ е поддържано между 4 и 6 mmol/l. Хомеостазата поддържа това ниво около 5 mmol, или 90 mg/100 ml; последното превръщане от една мерна единица в друга се получава така, понеже моларната маса на глюкозата (C6H12O6) е около 180 g/mol (180 g/mol×5 mmol/10). Следователно, като се има предвид че средният обем на кръвта на „средно статистическия човек“ е близо 5 l, то масата на циркулиращата в кръвообращението му глюкоза е от 3,3 до 7,0 g. Нивото на глюкозата се повишава сутрин и при хранене, като допълнително се пренасят от кръвообращението от два до няколко грама, които циркулират и постепенно се усвояват от организма около един-два часа след хранене. Ако организмът не е в състояние да урегулира нивото на кръвната захар се говори за хипогликемия – при ниска кръвна захар или хипергликемия – за висока кръвна захар. Захарният диабет напр. е заболяване, при което кръвта е в състояние на продължителна хипергликемия и това се дължи на неуспешна регулация.

## Нормални стойности
Нормални стойности: 70 до 100 mg/dl, или изразено в молове – 3,9 до 5,6 mmol (на гладно сутрин). След хранене: 70 – 140 mg/dl или 3,9 – 7,8 mmol.
Изключение правят епизодите на хранене и стрес; тогава КЗ се покачва временно, в първия случай, поради постъпилите въглехидрати, а във втория, поради дейността на симпатиковата нервна система, която подготвя организма за действие като му предоставя енергиен ресурс. Всички количества глюкоза, които не са употребени, постъпват през порталното кръвообращение на храносмилателния тракт в черния дроб, където излишъкът от глюкоза се преобразува в гликоген, триглицериди и други субстанции. Гликоген се съхранява в мускулите и черния дроб. При нужда, панкреасът секретира хормона глюкагон, който извършва обратния процес на освобождаване на глюкозата от гликогеновите запаси. За нормалните нива на глюкозата в кръвта е отговорен и инсулинът. Инсулинът е хормон секретиран от панкреаса и служи при активния транспорт на глюкозата от кръвообращението в клетките.

### Хормонална регулация
Инсулинът и глюкагонът са взаимно антагонистични хормони по отношение на кръвната захар.
Други хормони, които влияят на нивата на КЗ са:
- повишаващи КЗ:

- катехоламините (от надбъбречната жлеза).

Секретирането на епинефрин (адреналин) и норепинефрин повишава нивата на кръвната захар. Съществува положителна корелация между нивото на катехоламините в кръвта, нивото на глюкозата и метаболизма на глюкозата в моторните центрове на мозъка: моторния кортекс и опашатото ядро (лат. nucleus caudatus). Това обяснява повишения мускулен тонус в отговор на стрес и секреция на катехоламини.
- тироксинът (от щитовидната жлеза).

Действието на тироксина върху скоростта на метаболизма на глюкозата вътре в митохондриите регулира също и наличния резерв на глюкоза в кръвта. Тироксинът увеличава нивото на серумната глюкоза, като по този начин предоставя на клетките нов енергиен ресурс.
- хормонът на растежа (от хипофизата). Хормонът на растежа предизвиква увеличаване нивата на кръвната захар, противопоставяйки се на действието на инсулина. Това прави повече глюкоза достъпна за изграждане на нови тъкани и особено хрущялна и костна тъкан. Глюкозата стимулирана от хормона на растежа е добивана чрез липолиза.

- понижаващи КЗ:

- допаминът повишава нивото на инсулин в кръвта. Обяснява се също с функцията на хормона като моторен регулатор. Не е ясно дали допаминът директно повишава нивото на инсулина или посредством друг механизъм на взаимодействие с допаминергичните рецептори или стимулиране на бета-адренергичните рецептори.

- соматостатинът (от невроендокринните клетки на хипоталамуса и от делта клетките на панкреаса). Рецептори на соматостатина са разположени по алфа и бета клетките на островите на Лангерханс в панкреаса и това обяснява регулаторната функция на соматостатина върху инсулина и глюкагона.

Първите три хормона повишават КЗ, а соматостатинът и допаминът понижават КЗ.

## Измерване на кръвната захар
Кръвната захар може да се измерва директно или косвено.

### Вид проби

#### Кръвна
КЗ може да се измерва в капилярна (най-разпространен метод), артериална (по-богата на глюкоза) (при проба на артериалните газове понякога се измерват и други концентрации, химикали или субстанции) или венозна кръв (респективно малко по-обеднена, която се обработва в серум-разделителни епруветки и се отчита серумното ниво).
- неразделена (цяла) кръв; недостатък: наблюдава се глюколиза в присъствие на левкоцити – консумират глюкозата и еритроцити – дифузия на захар в клетката без нужда от инсулин. Ефектът на глюколиза е незначителен за моментални тестове с портативни инструменти; глюколизата е съществена за проби, които се съхраняват часове преди измерване (например при транспорт на пробата между лаборатории).
- кръвна плазма: има същият недостатък като при цялата кръв.

Съдържа:разтворими и неразтворими елементи на кръвта (виж цяла кръв) – клетки, протеини и тромбоцити.
- Кръвен серум: най-точен метод за премерване на концентрацията.

Съдържа само разтворимите елементи на кръвта; концентрацията на глюкозата в серума е по-висока от тази на кръвта поради разтворимостта ѝ във вода. Съотношението на глюкозата в цялата кръв към серума е 1.00/1.15-1.20 (15 – 20% разлика).

#### Други
Глюкозата може да се измерва и в други физиологични течности; тези проби често са за установяване на някаква патология или потвърждаване на идентичността на течността. Например, безцветен секрет изтичащ от ухото или носа може да е или да не е церебрално-гръбначна течност – измерване присъствието на глюкоза е положителен индикатор, че течността е менингова. Последното е особено чувствителен и бърз диагностичен инструмент за установяване на теч от церебрално-гръбначна течност, която съдържа глюкоза с концентрация около половината от тази на кръвта.
- церебрално-гръбначна течност: обикновено нивото е 0.5 пъти това на кръвния серум. Обикновено при вземане на пробата се взема и кръвна проба за установяване на съотношението между двете концентрации.
- урина: патологично – при проблеми с бъбреците, захарен диабет в напреднала форма или акутно високи серумни нива на КЗ, част от глюкозата не се реабсорбира в кръвта и изтича в урината: за профилактично установяване на захарен диабет.
- лимфа: пренася хранителни субстанции (предимно мазнини) от стомашно-чревния тракт в кръвообращението и т.н.

### Методи на измерване

#### Директен метод
Директният метод е химически или калориметричен.
- химическите анализи разчитат на количествено измерване на реактиви и продукти на глюкозата.
- калориметрията използва отделеното количество топлина, за да определи специфичната топлина на изгорения материал.

Директният метод не се практикува широко поради наличието на по-евтина и достатъчно прецизна алтернатива.

#### Индиректен метод
- спектроскопски анализ на абсорбционния спектър в присъствие на ензими.
- чувствителни реактиви, които при съприкосновение с глюкозата променят цвета на пробата и дават „положителен“ или „отрицателен“ резултат.
- ултрабързи визуални ензимни реактиви с калибровани гами за отчитане концентрацията на захар в урината.